# Can Cavaller (Tona)
Can Cavaller és una masia de Tona (Osona) protegida com a Bé Cultural d'Interès Local.

## Descripció
Es tracta de la tipologia típica de la plana: masia de planta rectangular amb teulada a doble vessant amb el carener perpendicular a la façana. Destaquen les finestres amb llinda i muntants de pedra. Precisament és a la llinda del portal on trobem la data de construcció del mas: 1817. La finca també inclou antics coberts i corts de pedra. Els afegitons posteriors s'han fet amb maó.
La construcció consta de planta baixa, primer pis i golfes. La façana presenta un aparell de pedra i tàpia arrebossat i sense pintar. La façana oest, en canvi, ha estat reformada amb pedra i les obertures ornamentades amb rajola ceràmica.
L'entorn immediat es troba molt proper al torrent de Sant Cugat, amb arbrat dispers i camps de conreu.